# Bebelno-Wieś
Bebelno-Wieś – wieś w Polsce, położona w województwie świętokrzyskim, w powiecie włoszczowskim, w gminie Włoszczowa.
W latach 1975–1998 miejscowość administracyjnie należała do województwa kieleckiego. Przez wieś przechodzi  niebieska ścieżka rowerowa do Radkowa.

## Części wsi
| SIMC    | Nazwa           | Rodzaj    |
| ------- | --------------- | --------- |
| 0277569 | Bieganiec       | część wsi |
| 0277575 | Błonie          | część wsi |
| 0277581 | Dziadówki       | część wsi |
| 0277598 | Górna Wieś      | część wsi |
| 0277606 | Pod Dziadówkami | część wsi |
| 0277612 | Zakościele      | część wsi |
| 0277629 | Zastawie        | część wsi |

## Historia
W połowie XVI w. wieś była ośrodkiem reformacji kalwińskiej. Właściciele wsi Gosławscy związali się z kalwinizmem, potem jednak większość z nich przyjęła wierzenia braci polskich. W 1548 kościół przypuszczalnie zamieniono na zbór kalwiński. Na początku 1597 kalwińskiego pastora Marcina Janiciusa w Bebelnie Zalesiu zastąpił Daniel z Oksy. Osoba Janiciusa, którego przeniesiono wówczas do Secemina, znana jest m.in. z tego, że protokołował odprawiane tam i we Włoszczowie synody kalwińskie. Pastor Daniel pracując w Bebelnie z kolei „zbliżył się” do braci polskich, by po pewnym czasie publicznie wyrzekając się popełnionych błędów, powrócić znowu do kalwinizmu.
W 1864 w wyniku ukazu cara Aleksandra II Romanowa o uwłaszczeniu chłopów mieszkańcy Bebelna stali się właścicielami posiadanej ziemi oraz budynków. 
W 1929 r. wieś i kolonię zamieszkiwało 946 osób. We wsi było dwóch kowali, jeden bednarz, handlarz końmi, krawiec, murarz, stolarz, szewc, sklep spożywczy. Funkcjonowała Spółdzielnia Stowarzyszenia Spożywców "Przyszłość".
W sierpniu 1944 w lasach w rejonie Bebelna doszło do potyczki oddziału Armia Ludowa dowodzonego przez Stanisława Olczyka oraz wspierającego go oddziału partyzantki radzieckiej z wojskami niemieckimi. W czasie walk poległo 4 partyzantów a 2 zostało rannych. Niemcy natomiast stracili 2 czołgi.

## Zabytki
- Kościół  pw. Narodzenia Najświętszej Maryi Panny wykonany z drewna o konstrukcji zrębowej; ufundowany został przez Antoniego i Karola Bystrzonowskich i wzniesiony w 1745. Został rozbudowany w 1901. Jest to budowla jednonawowa. Prezbiterium jest zamknięte trójbocznie i nieco węższe od nawy. Ołtarz główny pochodzi z 1894. Obok kościoła znajduje się dzwonnica z XVIII wieku[8]
- Pozostałości średniowiecznej wieży (zwanej przez miejscowych Wieżyskiem lub Wieżycą). Pierwsza rezydencja obronna powstała w drugiej połowie XIII w. i funkcjonowała być może jeszcze w początkach XIV w. Około połowy XV w. powstała nowa rezydencja w formie wieży o wymiarach około 6,80 × 7,50 m.